# Snowboard-Weltmeisterschaften 2017
Die 12. Snowboard-Weltmeisterschaften fanden vom 9. bis 17. März 2017 in der Sierra Nevada in Spanien statt. Sie wurden gleichzeitig mit den Freestyle-Skiing-Weltmeisterschaften abgehalten, somit gab es nach 2015 zum zweiten Mal eine „Doppel-WM“ aus Freestyle-Skiing und Snowboard.
Die FIS vergab den Wettbewerb am 5. Juni 2012 auf ihrem Kongress in Kangwonland (Südkorea) an den einzigen Kandidaten.
In dem Skigebiet hatte bereits die Alpinen Skiweltmeisterschaften 1996 stattgefunden; im knapp 30 km entfernten Granada war auch  die Winter-Universiade 2015 geplant. Zum Saisonbeginn 2013 wurde der Snowpark Sulayr neu erbaut.

## Teilnehmende Nationen
| - Andorra - Belgien - Bulgarien - Deutschland - Estland - Finnland - Frankreich - Griechenland - Italien | - Lettland - Malta - Niederlande - Norwegen - Österreich - Polen - Russland - Schweden - Schweiz | - Slowakei - Slowenien - Spanien - Tschechien - Türkei - Ukraine - Ungarn - Vereinigtes Königreich |

| - Argentinien - Brasilien | - Chile - Kanada | - Mexiko - Vereinigte Staaten |

| - Südafrika |

| - Georgien - Kasachstan | - Japan - Philippinen | - Südkorea - Volksrepublik China |

| - Australien | - Neuseeland |

## Medaillenspiegel
| Platz | Land                |   |   |   |   |
| ----- | ------------------- | - | - | - | - |
| 1     | Österreich          | 4 | 2 | 0 | 6 |
| 2     | Frankreich          | 2 | 2 | 1 | 5 |
| 3     | Vereinigte Staaten  | 2 | 1 | 2 | 5 |
| 4     | Tschechien          | 1 | 1 | 0 | 2 |
| 5     | Norwegen            | 1 | 0 | 2 | 3 |
| 6     | Australien          | 1 | 0 | 1 | 2 |
| 6     | Kanada              | 1 | 0 | 1 | 2 |
| 8     | Belgien             | 1 | 0 | 0 | 1 |
| 8     | Volksrepublik China | 1 | 0 | 0 | 1 |
| 10    | Schweiz             | 0 | 3 | 2 | 5 |
| 11    | Spanien             | 0 | 2 | 0 | 2 |
| 12    | Japan               | 0 | 1 | 1 | 2 |
| 13    | Neuseeland          | 0 | 1 | 0 | 1 |
| 13    | Finnland            | 0 | 1 | 0 | 1 |
| 15    | Russland            | 0 | 0 | 3 | 3 |
| 16    | Italien             | 0 | 0 | 1 | 1 |

Endstand: Nach 14 von 14 Wettbewerben

## Ergebnisse

### Frauen

#### Snowboardcross
| Platz | Land | Sportler            |
| ----- | ---- | ------------------- |
| 1     | USA  | Lindsey Jacobellis  |
| 2     | FRA  | Chloé Trespeuch     |
| 3     | ITA  | Michela Moioli      |
| 4     | BUL  | Aleksandra Schekowa |
| 5     | FRA  | Manon Petit         |
| 6     | ITA  | Raffaella Brutto    |
| 7     | FRA  | Nelly Moenne-Loccoz |
| 8     | CAN  | Carle Brenneman     |
| 9     | GBR  | Zoe Gillings-Brier  |
| 10    | RUS  | Julija Laptewa      |
|       |      |                     |
| 25    | GER  | Hanna Ihedioha      |

Qualifikation: 11. März 2017; Finale: 12. März 2017

#### Snowboardcross Team
| Platz          | Land                     | Sportler                            |
| -------------- | ------------------------ | ----------------------------------- |
| Finale         |                          |                                     |
| 1              | Frankreich I             | Nelly Moenne-Loccoz Chloé Trespeuch |
| 2              | Frankreich II            | Manon Petit Charlotte Bankes        |
| 3              | Vereinigte Staaten I     | Lindsey Jacobellis Faye Gulini      |
| 4              | Italien I                | Raffaella Brutto Michela Moioli     |
| Kleines Finale |                          |                                     |
| 5              | Tschechien I             | Eva Samková Vendula Hopjáková       |
| DNS            | Vereinigtes Königreich I | Zoe Gillings-Brier Maisie Potter    |

Datum: 13. März 2017

#### Halfpipe
| Platz | Land | Sportler         |
| ----- | ---- | ---------------- |
| 1     | CHN  | Cai Xuetong      |
| 2     | JPN  | Haruna Matsumoto |
| 3     | FRA  | Clémence Grimal  |
| 4     | JPN  | Hikaru Ōe        |
| 5     | USA  | Arielle Gold     |
| 6     | USA  | Maddie Mastro    |
| 7     | CHN  | Liu Jiayu        |
| 8     | FRA  | Sophie Rodriguez |
| 9     | FRA  | Mirabelle Thovex |
| 10    | AUS  | Holly Crawford   |
|       |      |                  |
| 18    | SUI  | Verena Rohrer    |
| 23    | GER  | Leilani Ettel    |

Qualifikation: 10. März 2017; Finale: 11. März 2017

#### Slopestyle
| Platz | Land | Sportler             |
| ----- | ---- | -------------------- |
| 1     | CAN  | Laurie Blouin        |
| 2     | NZL  | Zoi Sadowski-Synnott |
| 3     | JPN  | Miyabi Onitsuka      |
| 4     | USA  | Karly Shorr          |
| 5     | SUI  | Isabel Derungs       |
| 6     | USA  | Jessika Jenson       |
| 7     | CAN  | Brooke Voigt         |
| 8     | JPN  | Yuka Fujimori        |
| 9     | NOR  | Hanne Eilertsen      |
| 10    | SUI  | Elena Könz           |
|       |      |                      |
| 13    | SUI  | Sina Candrian        |
| 15    | GER  | Silvia Mittermüller  |
| 17    | GER  | Nadja Flemming       |
| 30    | SUI  | Carla Somaini        |

Qualifikation: 9. März 2017; Finale: 11. März 2017

#### Parallelslalom
| Platz | Land | Sportler                   |
| ----- | ---- | -------------------------- |
| 1     | AUT  | Daniela Ulbing             |
| 2     | CZE  | Ester Ledecká              |
| 3     | RUS  | Aljona Sawarsina           |
| 4     | GER  | Cheyenne Loch              |
| 5     | AUT  | Julia Dujmovits            |
| 6     | GER  | Ramona Theresia Hofmeister |
| 7     | SUI  | Patrizia Kummer            |
| 8     | POL  | Aleksandra Król            |
| 9     | AUT  | Ina Meschik                |
| 10    | AUT  | Sabine Schöffmann          |
|       |      |                            |
| 13    | SUI  | Julie Zogg                 |
| 14    | GER  | Selina Jörg                |
| 16    | GER  | Carolin Langenhorst        |
| 33    | SUI  | Ladina Jenny               |
| DNF   | SUI  | Stefanie Müller            |

Datum: 15. März 2017

#### Parallel-Riesenslalom
| Platz | Land | Sportler                    |
| ----- | ---- | --------------------------- |
| 1     | CZE  | Ester Ledecká               |
| 2     | SUI  | Patrizia Kummer             |
| 3     | RUS  | Jekaterina Tudegeschewa     |
| 4     | GER  | Ramona Theresia Hofmeister  |
| 5     | RUS  | Aljona Sawarsina            |
| 6     | AUT  | Julia Dujmovits             |
| 7     | AUT  | Daniela Ulbing              |
| 8     | AUT  | Ina Meschik                 |
| 9     | RUS  | Jekaterina Chatomtschenkowa |
| 10    | SUI  | Julie Zogg                  |
| 10    | JPN  | Tomoka Takeuchi             |
| 12    | AUT  | Sabine Schöffmann           |
| 13    | SUI  | Stefanie Müller             |
| 14    | GER  | Carolin Langenhorst         |
| 15    | GER  | Cheyenne Loch               |
| 16    | GER  | Selina Jörg                 |
| 17    | SUI  | Ladina Jenny                |
|       |      |                             |
| DSQ   | AUT  | Claudia Riegler             |

Datum: 16. März 2017

#### Big Air
| Platz | Land | Sportler             |
| ----- | ---- | -------------------- |
| 1     | AUT  | Anna Gasser          |
| 2     | FIN  | Enni Rukajärvi       |
| 3     | NOR  | Silje Norendal       |
| 4     | NZL  | Zoi Sadowski-Synnott |
| 5     | USA  | Jessika Jenson       |
| 6     | CAN  | Laurie Blouin        |
| 7     | NLD  | Cheryl Maas          |
| 8     | CHI  | Antonia Yáñez        |
| 9     | NOR  | Kjersti Buaas        |
| 10    | ESP  | Queralt Castellet    |

Qualifikation: 16. März 2017; Finale: 17. März 2017

### Männer

#### Snowboardcross
| Platz | Land | Sportler                |
| ----- | ---- | ----------------------- |
| 1     | FRA  | Pierre Vaultier         |
| 2     | ESP  | Lucas Eguibar           |
| 3     | AUS  | Alex Pullin             |
| 4     | USA  | Nick Baumgartner        |
| 5     | NZL  | Duncan Campbell         |
| 6     | AUS  | Adam Lambert            |
| 7     | USA  | Hagen Kearney           |
| 8     | AUT  | Markus Schairer         |
| 9     | ITA  | Omar Visintin           |
| 10    | JPN  | Shinya Momono           |
| 11    | AUT  | Alessandro Hämmerle     |
|       |      |                         |
| 14    | AUT  | Julian Lüftner          |
| 20    | GER  | Sebastian Pietrzykowski |
| 24    | GER  | Martin Nörl             |
| 26    | SUI  | Tim Watter              |
| 35    | GER  | Paul Berg               |
| 36    | AUT  | Lukas Pachner           |
| 39    | GER  | Leon Beckhaus           |
| 43    | SUI  | Kalle Koblet            |

Qualifikation: 11. März 2017; Finale: 12. März 2017

#### Snowboardcross Team
| Platz          | Land                  | Sportler                              |
| -------------- | --------------------- | ------------------------------------- |
| Finale         |                       |                                       |
| 1              | Vereinigte Staaten I  | Hagen Kearney Nick Baumgartner        |
| 2              | Spanien I             | Regino Hernández Lucas Eguibar        |
| 3              | Kanada I              | Kevin Hill Christopher Robanske       |
| 4              | Österreich I          | Alessandro Hämmerle Markus Schairer   |
| Kleines Finale |                       |                                       |
| 5              | Frankreich I          | Loan Bozzolo Pierre Vaultier          |
| 6              | Österreich II         | Lukas Pachner Julian Lüftner          |
| 7              | Vereinigte Staaten II | Alex Deibold Nate Holland             |
| 8              | Niederlande I         | Glenn de Blois Karel van Goor         |
| Viertelfinale  |                       |                                       |
| 9              | Australien I          | Adam Lambert Alex Pullin              |
| 10             | Italien I             | Luca Matteotti Omar Visintin          |
| 11             | Russland I            | Andrei Anissimow Alexander Gusatschew |
| 12             | Deutschland I         | Paul Berg Martin Nörl                 |
| 13             | Argentinien I         | Steven Williams Simon White           |
| 14             | Italien II            | Tommaso Leoni Emanuel Perathoner      |
| 15             | Deutschland II        | Sebastian Pietrzykowski Leon Backhaus |

Datum: 13. März 2017

#### Halfpipe
| Platz | Land | Sportler            |
| ----- | ---- | ------------------- |
| 1     | AUS  | Scotty James        |
| 2     | SUI  | Iouri Podladtchikov |
| 3     | SUI  | Patrick Burgener    |
| 4     | JPN  | Taku Hiraoka        |
| 5     | CHN  | Zhang Yiwei         |
| 6     | FIN  | Markus Malin        |
| 7     | SUI  | David Hablützel     |
| 8     | USA  | Louie Vito          |
| 9     | USA  | Ryan Wachendorfer   |
| 10    | SUI  | Jan Scherrer        |
|       |      |                     |
| 32    | GER  | André Höflich       |

Qualifikation: 10. März 2017; Finale: 11. März 2017

#### Slopestyle
| Platz | Land | Sportler                |
| ----- | ---- | ----------------------- |
| 1     | BEL  | Seppe Smits             |
| 2     | SUI  | Nicolas Huber           |
| 3     | USA  | Chris Corning           |
| 4     | BEL  | Sebbe De Buck           |
| 5     | FIN  | Ville Paumola           |
| 6     | SWE  | Niklas Mattsson         |
| 7     | NZL  | Carlos Garcia Knight    |
| 8     | NZL  | Tiarn Collins           |
| 9     | SWE  | Måns Hedberg            |
| 10    | USA  | Dylan Thomas            |
|       |      |                         |
| 12    | AUT  | Clemens Schattschneider |
| 24    | SUI  | Jonas Boesiger          |
| 28    | AUT  | Clemens Millauer        |
| 40    | SUI  | Michael Schärer         |
| 41    | SUI  | Boris Bouton            |
| 45    | GER  | Maximilian Preissinger  |
| 46    | AUT  | Simon Gschaider         |

Qualifikation: 9. März 2017; Finale: 11. März 2017

#### Parallelslalom
| Platz | Land | Sportler            |
| ----- | ---- | ------------------- |
| 1     | AUT  | Andreas Prommegger  |
| 2     | AUT  | Benjamin Karl       |
| 3     | RUS  | Andrei Sobolew      |
| 4     | SUI  | Nevin Galmarini     |
| 5     | ITA  | Aaron March         |
| 6     | BUL  | Radoslaw Jankow     |
| 7     | GER  | Patrick Bussler     |
| 8     | RUS  | Vic Wild            |
| 9     | ITA  | Roland Fischnaller  |
| 10    | SUI  | Kaspar Flütsch      |
| 11    | GER  | Stefan Baumeister   |
|       |      |                     |
| 14    | AUT  | Alexander Payer     |
| 22    | AUT  | Sebastian Kislinger |
| 26    | SUI  | Dario Caviezel      |
| 27    | SUI  | David Müller        |
| 30    | GER  | Christian Hupfauer  |
| DSQ   | GER  | Alexander Bergmann  |

Datum: 15. März 2017

#### Parallel-Riesenslalom
| Platz | Land | Sportler            |
| ----- | ---- | ------------------- |
| 1     | AUT  | Andreas Prommegger  |
| 2     | AUT  | Benjamin Karl       |
| 3     | SUI  | Nevin Galmarini     |
| 4     | BUL  | Radoslaw Jankow     |
| 5     | KOR  | Lee Sang-ho         |
| 6     | RUS  | Vic Wild            |
| 7     | CAN  | Jasey-Jay Anderson  |
| 8     | AUT  | Sebastian Kislinger |
| 9     | RUS  | Dmitri Loginow      |
| 10    | USA  | Justin Reiter       |
|       |      |                     |
| 12    | GER  | Patrick Bussler     |
| 14    | GER  | Alexander Bergmann  |
| 19    | SUI  | Dario Caviezel      |
| 23    | GER  | Stefan Baumeister   |
| 26    | GER  | Christian Hupfauer  |
| 31    | AUT  | Alexander Payer     |
| 44    | SUI  | David Müller        |
| DSQ   | SUI  | Kaspar Flütsch      |

Datum: 16. März 2017

#### Big Air
| Platz | Land | Sportler                |
| ----- | ---- | ----------------------- |
| 1     | NOR  | Ståle Sandbech          |
| 2     | USA  | Chris Corning           |
| 3     | NOR  | Marcus Kleveland        |
| 4     | FIN  | Roope Tonteri           |
| 5     | FIN  | Kalle Järvilehto        |
| 6     | SWE  | Sven Thorgren           |
| 7     | USA  | Lyon Farrell            |
| 8     | SUI  | Jonas Boesiger          |
| 9     | SWE  | Niklas Mattsson         |
| 10    | AUT  | Clemens Schattschneider |

Qualifikation: 16. März 2017; Finale: 17. März 2017